# Tony Thompson
Tony Thompson (Nueva York, 15 de noviembre de 1954 - Los Ángeles, 12 de noviembre de 2003) fue un baterista de la formación original de la banda de rhythm and blues y funk estadounidense Chic como también baterista de estudio con una larga lista de trabajos y participaciones como la banda The Power Station con el bajista y el guitarrista de Duran Duran y el vocalista Robert Palmer.

## Biografía
Su primera aparición fue en el grupo Labelle de la década de 1970, seguido por un largo período con Chic, pionero de la era disco, donde colaboró en la creación de éxitos como "Dance Dance Dance (Yowsah, Yowsah, Yowsah)", "Le Freak" y "Good Times".
Después de la separación de Chic en 1981, Thompson hizo muchos trabajos con el productor Nile Rodgers (exguitarrista de Chic) y trabajó con numerosos artistas como Diana Ross, Debbie Harry, Sister Sledge, Jody Watley, Madonna, Rod Stewart, Robert Palmer, Mick Jagger, y David Bowie (en su álbum "Let's Dance" de 1983 y el subsecuente tour "Serious Moonlight").
Durante un gran evento de caridad Live Aid de 1985, Thompson se reunió con los miembros antiguos de Led Zeppelin en el palco (junto con Phil Collins) en el estadio John F. Kennedy, y le preguntaron sobre su posible integración definitiva a la banda sustituyendo al baterista John Bonham para un regreso del grupo propuesto para 1986. Dicha propuesta no dio frutos porque ese año Thompson sufrió un grave accidente de automóvil y no estaba en condiciones de participar.
En noviembre de 2003 se le diagnosticó un carcinoma en las células renales.
Falleció pocos días después, en Los Ángeles, el 12 de noviembre de 2003, a los 48 años de edad, tres días antes de cumplir los 49 años.